# Herdis Rappe
Herdis Rappe, född 22 juni 1890 i Jakobs församling, Stockholm, död 29 maj 1971 i Sankt Görans församling, Stockholm, var en svensk konstnär.
Hon var dotter till generalen Axel Emil Rappe och Anna Sandahl och syster till Magnus Rappe, Signe Rappe-Welden och Axel Rappe. Hon studerade vid Althins målarskola 1907 och vid Konsthögskolan i Stockholm 1910–1930 samt under studieresor till Italien och Paris 1920–1921. Hon medverkade i Riksförbundet för bildande konsts vandringsutställningar. Bland hennes offentliga arbeten märks tre dörröverstycken på Apelvikens sanatorium i Halland. Hennes konst består av blomsterstilleben, porträtt och landskap utförda i olja, akvarell, gouache eller pastell.